# Иоганн Казимир Пфальц-Клеебургский
Иоганн Казимир Цвейбрюкен-Клеебургский (12 апреля 1589, Цвайбрюккен — 8 июня 1652, Замок Стегеборг, Эстергётланд) — первый пфальцграф Пфальц-Клебургский с 1604 года. Пятый сын Иоганна I (1550—1604), герцога и пфальцграфа Пфальц-Цвейбрюкенского (1569—1604), и его жены Магдалены Юлих-Клеве-Бергской (1553—1633). Основатель шведской ветви Виттельсбахов.

## Биография
В 1591 году его отец решил, что его младший сын, Иоганн Казимир, должен получить на правах апанажа графство Нойкастель в Пфальц-Цвейбрюккене. Однако уже после смерти отца, в 1611 году, ставший пфальцграфом старший сын Иоганн II заключил с Иоганном Казимиром соглашение. По соглашению Иоганн Казимир получил замок Нойкастель (рядом с Лайнсвайлер) и ежегодную ренту в 3000 флоринов из доходов графства. Аналогично Фридрих Казимир, средний сын Иоганна I, получил замок Ландсберг с небольшими окрестными землями (вместо апанажа над всем Ландсбергом целиком), как завещал отец. Эти земли составили княжество Пфальц-Клебург.

## Семья
11 июня 1615 года Иоганн Казимир женился на своей троюродной сестре Екатерине Шведской (1584—1638), которая была дочерью короля Швеции Карла IX Вазы и его первой супруги Марии фон Пфальц-Зиммерн.
Дети:
- Кристина Магдалена (27 мая 1616 — 14 августа 1662), 30 ноября 1642 года вышла замуж за Фридриха VI (1617—1677), маркграфа Баден-Дурлахского (1659—1677). Прабабушка короля Швеции Адольфа Фредерика.
- Карл X Густав (8 ноября 1622 — 13 февраля 1660), 2-й пфальцграф Пфальц-Клебургский (1652—1654), король Швеции (1654—1660), женатый на Гедвиге Элеоноре Гольштейн-Готторпской.
- Мария Ефросиния (14 февраля 1625 — 24 октября 1687), 7 марта 1647 года вышла замуж за графа Магнуса Габриэля де ла Гарди (1622—1686).
- Элеонора Екатерина (17 мая 1626 — 3 марта 1692), 8 сентября 1646 года вышла замуж за Фридриха (1617—1655), ландграфа Гессен-Эшвегского (1632—1655).
- Адольф Иоганн I (21 октября 1629 — 24 октября 1689), 3-й пфальцграф Пфальц-Клебургский (1654—1689)

Все короли Швеции после его сына, за исключением троих (Фредрика I, Оскара I и Карла XIV Юхана), пошли от него. Карл XIV Юхан был приемным сыном его потомка Карла XIII.
Предок в 5 колене сразу 3 российских императоров: Петра III (единственный праправнук Карла X Густава), Екатерины II (через Кристину Магдалену) и Ивана VI (через Элеонору Екатерину).